# أوديسا
أوديسا أو أُدِسَّة (بالأوكرانية: Одеса) (بالروسية: Одесса) مدينة من المدن الكبرى في جمهورية أوكرانيا تقع على ساحل البحر الأسود، يتكلم أهل المدينة اللغة الأوكرانية والروسية ويوجد فيها جامعات كثيرة تزيد على العشرين مختلفة الاختصاصات ترتيبها الثالثة بعد كييف وخاركوف من ناحية الكبر عدد سكانها أكثر من مليون نسمة يوجد فيها أربع موانئ وتعتبر العاصمة الاقتصادية والسياحية بالإضافة إلى مطار دولي ودار أوبرا وعدد من المسارح يوجد فيها عدد من الأسواق مثل النوفي رينك الرادو رينك البريفوز و 7 كم (السدموي كيلو متر) المشهور إقليميا ويأتيه الزبائن من غير دول تبعد عن العاصمة 750 كم وتعتبر عاصمة مقاطعة أوديسا وهي ذات طبيعة خلابة.
تأسّست مدينة أوديسا بمرسوم من الإمبراطورة الروسية كاترين العظيمة سنة 1794، بعد سقوط الدولة العثمانية في حربها الكبرى مع روسيا سنة 1792، منذ عام 1819 ولغاية عام 1858 كانت أوديسا ميناءً حرّاً، خلال الحقبة السوفياتية كانت أهم ميناء للتجارة في الاتحاد السوفياتي، وقاعدة للبحرية السوفياتية. في 1 كانون الثاني 2000، أعلن كارانتين بيير أوديسا ميناءً تجاريّاً حرّاً ومنطقة اقتصاديّة حرّة لمدّة 25 سنة.
في القرن التاسع عشر كانت أوديسا رابع أكبر مدن الإمبراطوريّة الروسيّة بعد كلٍّ من موسكو وسانت بيترسبورغ ووارسو، هندستها المعماريّة التاريخيّة أقرب إلى البحر المتوسط منها إلى الروسيّة بعد أن تأثّرت بشدّة من جرّاء الأساليب الفرنسيّة والإيطاليّة، يتم بناء بعض المباني في مزيج من الأساليب المختلفة، بما في ذلك الفن الحديث، عصر النهضة والكلاسيكي و قد تمّ ضمّ المدينة لأوكرانيا سنة 1922 من قبل لينين .
تعتبر أدفئ مدن أوكرانيا في فصل الشتاء لوجودها على البحر، اللغة الرسمية في المدينة هي الروسية(1)، ملامح التطور ملحوظة في الابنية العالية الجديدة والسيارات الحديثة، يعتبر مركز المدينة شارع الدرباسوف سكيا وهو أقدم الشوارع أغلبية سكانها مسيحيين بالإضافة إلى اليهود يوجد فيها عدد من الكنائس وتوجد أربعة مساجد للمسلمين يوجد فيها عدد كبير من الأجانب من مختلف دول العالم من طلاب وتجار. مدينة جميلة على ساحل البحر الأسود. تتميز بمبانيها التاريخية وبشوارعها القديمة الجميلة.
يوجد بها مسرح الأوبرا والباليه وهو من المسارح التاريخية المشهورة في أوروبا..كما يوجد بها مسرح الموسيقى والكوميديا وعدد كبير من المتاحف والمكتبات العامة وعدد من الفنادق الفخمة مثل فندق أوديسا.وجدت دراسة أجراها المعهد الجمهوري الدولي عام 2015 أن 68 ٪ من أوديسا هم من أصل أوكراني ، و 25 ٪ من أصل روسي. ويوجد فيها عدد كبير من اليهود. تشتهر بكونها مدينة صناعية وزراعية. وكذلك يوجد فيها مرفآن هما: مرفأ أوديسا ومرفأ يوجني (وهو أيضاً مرفأ نفطيّ مهمّ على الصعيد العالمي) وهو موجود في ضواحي المدينة، ويوجد أيضاً منفذ آخر هام هو Illichivs'k في الإقليم نفسه إلى الجنوب الغربي من أوديسا بالإضافة إلى أنها تمثل مركزا رئيسيا للنقل التكامل مع خطوط السكك الحديدية. يتمّ توصيل النفط من أوديسا إلى الاتحاد الروسي والدول الأوروبية عبر شبكة خطوط أنابيب استراتيجيّة.

## التكوين العرقي والوطني التاريخي
- 1897[9]

1. روس: 198,233 نسمة (49.09%)
2. يهود: 124,511 نسمة (30.83%)
3. أوكرانيون: 37,925 نسمة (9.39%)
4. بولنديون: 17,395 نسمة (4.31%)
5. ألمان: 10,248 نسمة (2.54%)
6. يونانيون: 5,086 نسمة (1.26%)
7. تتار: 1,437 نسمة (0.36%)
8. أرمن: 1,401 نسمة (0.35%)
9. بيلاروسيون: 1,267 نسمة (0.31%)
10. فرنسيون: 1,137 نسمة (0.28%)

- 1926[10]

1. روس: 162,789 نسمة (39.97%)
2. يهود: 153,243 نسمة (36.69%)
3. أوكرانيون: 73,453 نسمة (17.59%)
4. بولنديون: 10,021 نسمة (2.40%)
5. ألمان: 5,522 نسمة (1.32%)
6. بيلاروسيون: 2,501 نسمة (0.60%)
7. أرمن: 1,843 نسمة (0.44%)
8. يونانيون: 1,377 نسمة (0.33%)
9. بلغار: 1,186 نسمة (0.28%)
10. مولدوفيون: 1,048 نسمة (0.25%)

- 1939[11]

1. يهود: 200,961 نسمة (33.26%)
2. روس: 186,610 نسمة (30.88%)
3. أوكرانيون: 178,878 نسمة (29.60%)
4. بولنديون: 8,829 نسمة (1.46%)
5. ألمان: 8,424 نسمة (1.39%)
6. بلغار: 4,967 نسمة (0.82%)
7. مولدوفيون: 2,573 نسمة (0.43%)
8. أرمن: 2,298 نسمة (0.38%)

- 2001[12]

1. أوكرانيون: 622,900 نسمة (61.6%)
2. روس: 292,000 نسمة (29.0%)
3. بلغار: 13,300 نسمة (1.3%)
4. يهود: 12,400 نسمة (1.2%)
5. مولدوفيون: 7,600 نسمة (0.7%)
6. بيلاروسيون: 6,400 نسمة (0.6%)
7. أرمن: 4,400 نسمة (0.4%)
8. بولنديون: 2,100 نسمة (0.2%)

## هوامش
- 1: على الرغم من الأغلبية الأوكرانية في أوديسا ، فإن الجزء الأكبر من سكان أوديسا يتحدثون اللغة الروسية في المنزل. إلا أن اللغة الأوكرانية تكتسب شعبيتها: ففي عام 2021 ، زادت حصة اللغة الأوكرانية كلغة رئيسية يُحدث بها في المنزل تقريبًا 5 مرات من 6٪ في عام 2015 إلى 29٪ في عام 2021.[8][13]